# Христос у столба (картина Браманте)
«Христос у столба» (итал. Cristo alla colonna) — картина итальянского живописца Донато Браманте. Создана в 1480 году. Хранится в Пинакотеке Брера в Милане (поступила в 1915 году из хранилища аббатства Кьяравалле).

## Описание
В пинакотеке Брера хранятся наиболее значимые работы того периода, когда Браманте находился в Ломбардии, готовясь к карьере живописца. Среди них представлены «Воины» из дома Панигарола, цикл фресок, которые экспонируются вдоль входного коридора пинакотеки, а также эта доска, которая предназначалась для аббатства Кьяравалле, влиятельного цистерцианского комплекса неподалёку от Милана, аббатом которого в конце XV века был кардинал Асканио Мария Сфорца Виконти, брат Лодовико Сфорца.
Произведение показательно не только поисками Браманте в плане перспективы и решения пропорций человеческого тела, но и очевидной данью ломбардскому реализму: геометрическая идеализация и искусное построение глубинного пространства, связанные с религиозной и человеческой напряжённостью, которая передана благодаря почти гиперреалистическими деталями (вздутые вены рук, верёвка на шее, слёзы и т. д.). Патетическая сила выразительного лица уверенно сочетается с отточенным и гладким моделированием фигуры, с изящной резной пилястрой и с необычными очертаниями открытого окна.
Красивый, истинно ломбардский пейзаж — вода и горы — и тщательно светотеневые прорисованные волосы Иисуса могут считаться отражением первого миланского периода в творчестве Леонардо да Винчи.